# La Vallée, Charente-Maritime
La Vallée là một xã trong tỉnh Charente-Maritime trong vùng Nouvelle-Aquitaine, tây nam nước Pháp. Xã La Vallée, Charente-Maritime nằm ở khu vực có độ cao từ 0-34 mét trên mực nước biển.